# Thư viện Quốc gia Đức
Thư viện Quốc gia Đức (Deutsche Nationalbibliothek, viết tắt DNB) được thành lập năm 1912, là thư viện lưu trữ và trung tâm thư mục quốc gia của Cộng hòa Liên bang Đức. Nhiệm vụ của nó, rất đặc biệt tại Đức, là để thu thập, lưu trữ vĩnh viễn các tài liệu, thư mục của tất cả các tài liệu của nước Đức, các ấn phẩm bằng tiếng Đức xuất bản từ 1913, những ấn phẩm nước ngoài về nước Đức, những ấn phẩm nước ngoài được dịch sang tiếng Đức, và các tác phẩm của người di cư nói tiếng Đức trong khoảng thời gian 1933 đến 1945. Thư viện Quốc gia Đức duy trì các quan hệ đối ngoại, hợp tác trên nhiều lĩnh vực văn hóa ở cấp quốc gia và quốc tế. Các trụ sở ở được đặt tại các thành phố Frankfurt am Main, Leipzig và Berlin. Tổng số ấn phẩm, tác phẩm, bản ghi tại đây được thống kê gần đây vào khoảng 24,1 triệu sản phẩm, trong đó tại Frankfurt am Main là 8,3 triệu, tại Leipzig là 14,3 triệu và tại Berlin là 1,5 triệu.